# 下赫斯巴赫河

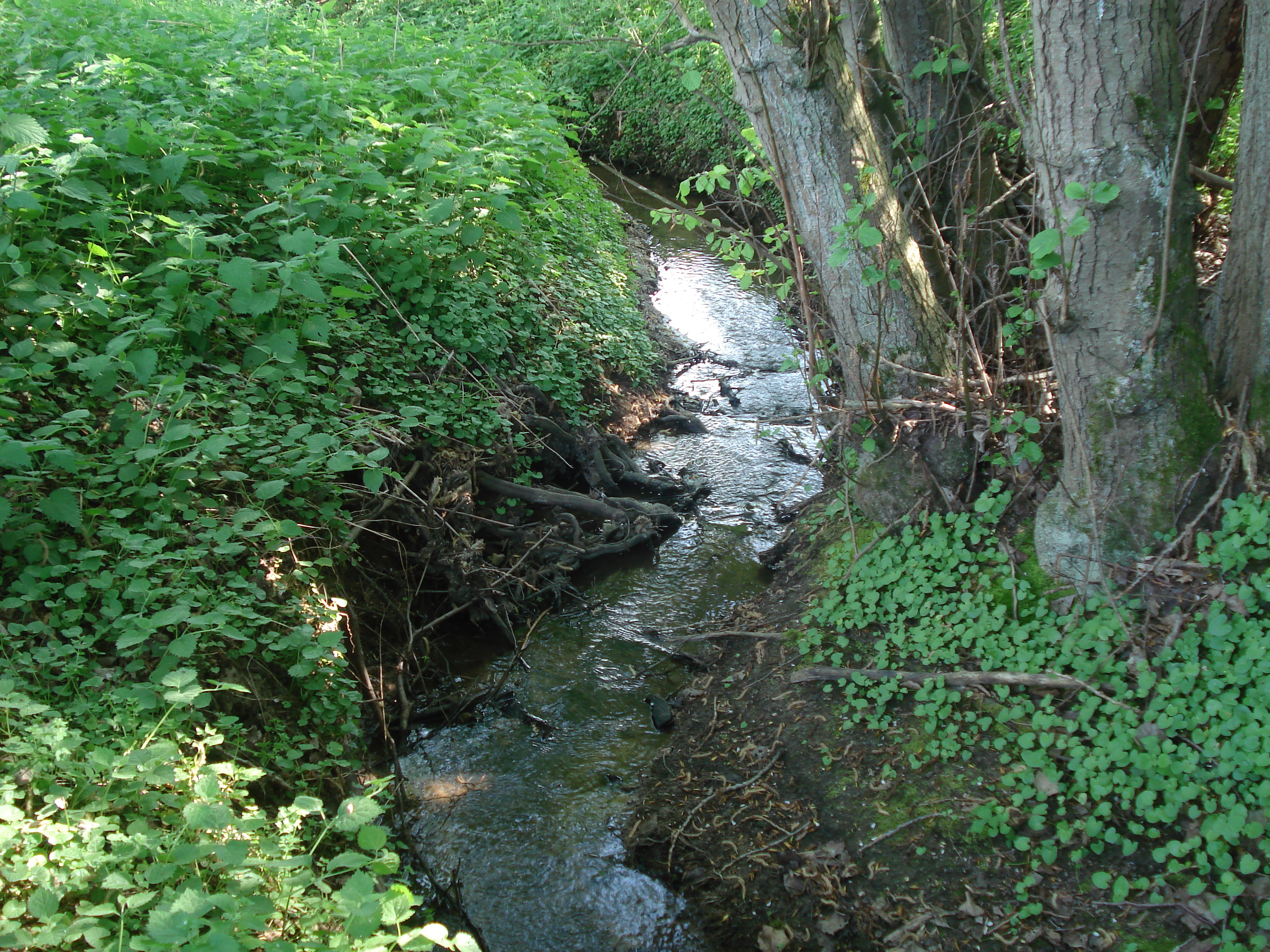

50°0′48.36″N 9°12′15.74″E / 50.0134333°N 9.2043722°E
下赫斯巴赫河（德語：Unterer Hösbach），是德國的河流，位於該國東南部，由巴伐利亞負責管轄，屬於赫斯巴赫河的右支流，河道全長2.4公里，流域面積1.3平方公里。